# Grigorij Zinowjew

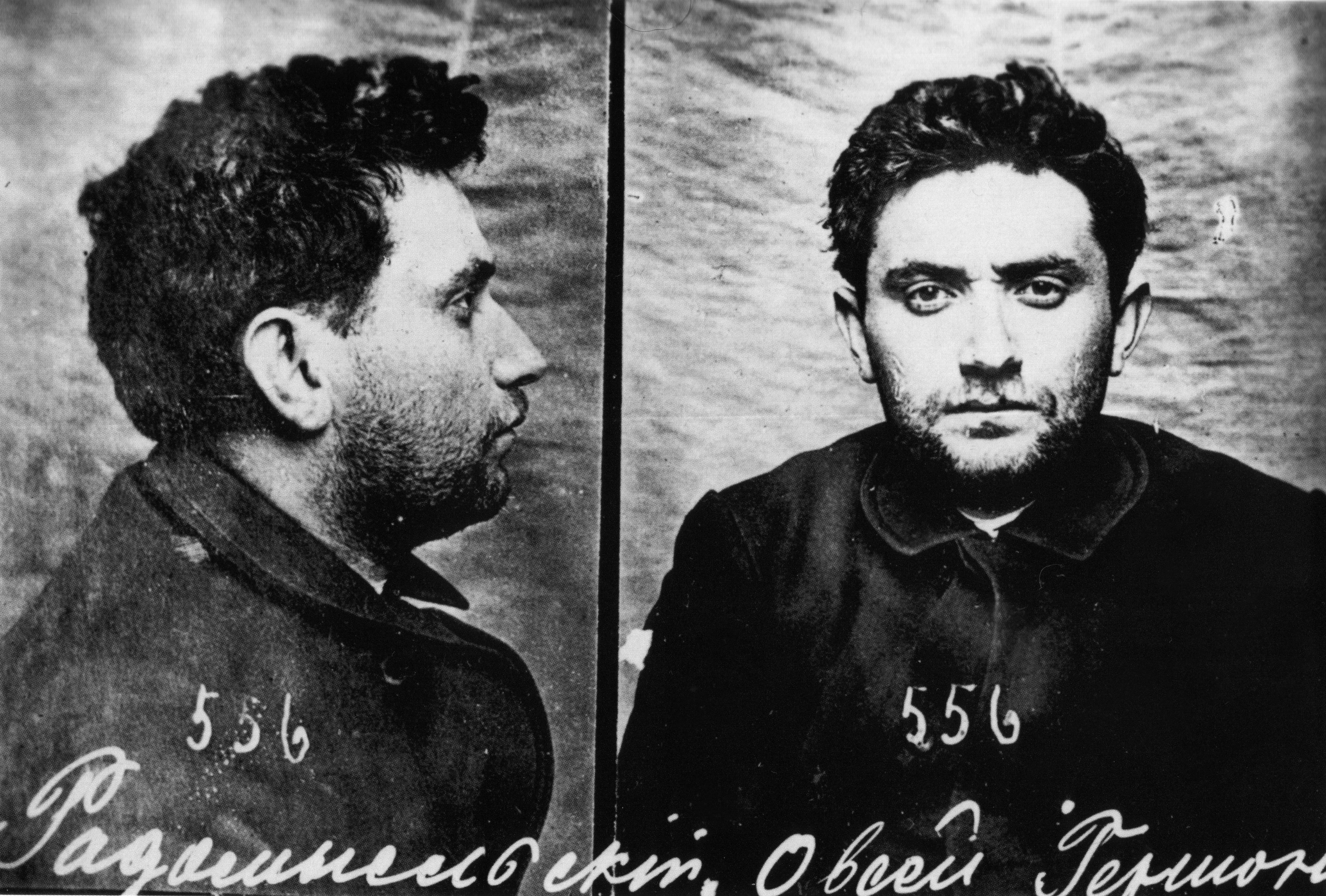
Zdjęcie po aresztowaniu przez policję 1908

Grigorij Jewsiejewicz Zinowjew, ros. Григорий Евсеевич Зиновьев, właśc. Owsiej-Gerszen Aronowicz Radomyslski, ros. Овсей-Гершен Аронович Радомысльский, także Hirsz Apfelbaum, ros. Хирш Апфельбаум (ur. 11 września?/23 września 1883 w Jelizawietgradzie, zm. 25 sierpnia 1936 w Moskwie) – rosyjski socjaldemokrata i komunista pochodzenia żydowskiego, czołowy działacz ruchu bolszewickiego. Zastępca członka Komitetu Centralnego SDPRR (1907–1918), członek KC SDPRR(b) (1912–1917), członek KC RKP(b) i WKP(b) (1918–1927), zastępca członka Politbiura KC RKP(b) (1919–1921), członek Biura (1921–1926), przewodniczący Komitetu Wykonawczego Piotrogrodzkiej Gubernialnej Rady Delegatów (1920–1926), przewodniczący Komitetu Wykonawczego Kominternu (1919–1926). Sądzony w pokazowym pierwszym procesie moskiewskim u progu wielkiego terroru w ZSRR, stracony.

## Życiorys
Pochodził z zamożnej rodziny żydowskich rolników, ojciec był właścicielem farmy mlecznej. Odebrał wykształcenie domowe. W 1901 roku wstąpił do SDPRR. Ze względu na zaangażowanie polityczne i zagrożenie aresztowaniem za przynależność do nielegalnej partii w 1902 wyemigrował z Rosji. Uczestniczył w kółkach socjaldemokratycznych w Berlinie, Paryżu i Bernie, poznał Lenina i Plechanowa. Od rozłamu w Socjaldemokratycznej Partii Robotniczej Rosji na frakcje: bolszewików i mienszewików w 1903 – członek frakcji bolszewików. Studiował na wydziale chemii, potem prawa Uniwersytetu w Bernie, studiów nie ukończył. Współpracował z bolszewickimi czasopismami, takimi jak „Wpieriod” (ros. „Вперёд”). Podczas rewolucji 1905 roku wrócił do Rosji, był agitatorem partyjnym w Petersburgu, wybrany do petersburskiego komitetu SDPRR.
1 czerwca 1907 na V zjeździe SDPRR w Londynie wybrany na zastępcę członka Komitetu Centralnego SDPRR (jako jeden z 22 zastępców członków i jeden z 10 zastępców członków-bolszewików). W 1908 aresztowany, po trzech miesiącach uwolniony z uwagi na stan zdrowia, pozostawał pod nadzorem policyjnym. W październiku 1908 zbiegł za granicę. Wraz z Leninem i Lwem Kamieniewem redagował w Genewie pismo „Proletariusz” (ros. „Пролетарий”). Po ostatecznym rozłamie w SDPRR, w styczniu 1912 wybrany w skład siedmioosobowego Komitetu Centralnego SDPRR(b). W czasie I wojny światowej wspólnie z Leninem napisał i opublikował w 1915 pracę Socjalizm i wojna (ros. Социализм и война), polemiczną wobec przywódców II Międzynarodówki.
Po rewolucji lutowej i obaleniu caratu w 1917 wrócił do Rosji. Został szefem organizacji partyjnej bolszewików w Piotrogrodzie. Po nieudanej próbie bolszewickiego zamachu stanu w lipcu 1917 ukrywał się, podobnie jak Lenin. W październiku 1917 był jednym z dwóch członków Komitetu Centralnego SDPRR(b) (obok Lwa Kamieniewa), którzy głosowali przeciw zbrojnemu przejęciu władzy przez bolszewików, co więcej swój sprzeciw wyrazili publicznie w gazecie wydawanej przez Maksyma Gorkiego. Zinowiew i Kamieniew opowiadali się wówczas za utworzeniem rządu koalicyjnego rosyjskich partii socjalistycznych: socjaldemokratów (bolszewików i mienszewików) i eserowców. 
W 1918 stanął po stronie Lenina w sprawie zawarcia pokoju brzeskiego; przewodniczący Rady Delegatów Robotniczych w Piotrogrodzie, domagał się wzmożenia „czerwonego terroru”. W latach 1919-1926 Zinowjew był przewodniczącym Komitetu Wykonawczego Kominternu. Głosił hasło rewolucji światowej i postulował o jak najszybsze przeniesienie rewolucji na inne kraje, widząc w kapitalizmie zagrożenie dla ZSRR. Jednocześnie przeciwstawiał się wtedy współpracy z partiami socjaldemokratycznymi, które określał mianem „socjalfaszystowskich”.
W latach 1921-1926 był członkiem Biura Politycznego KC partii bolszewickiej. Od 1923 roku wraz z Kamieniewem nawiązał bliską współpracę z Józefem Stalinem, jednak kiedy zdystansował się od niego, został oskarżony o frakcyjność i opozycyjność („Nowa opozycja”), co spowodowało przyłączenie się Zinowjewa do Lwa Trockiego. W 1926 roku został pozbawiony stanowisk. W latach 1927-1928 oraz 1932-1933 wydalony z partii. Prowadził podwójną grę ze Stalinem, o której ten doskonale wiedział, zręcznie wykorzystując go do swych celów. Po zabójstwie Siergieja Kirowa, w styczniu 1935 aresztowany przez NKWD, przyjął „odpowiedzialność polityczną” za zamach i został skazany na 10 lat więzienia.

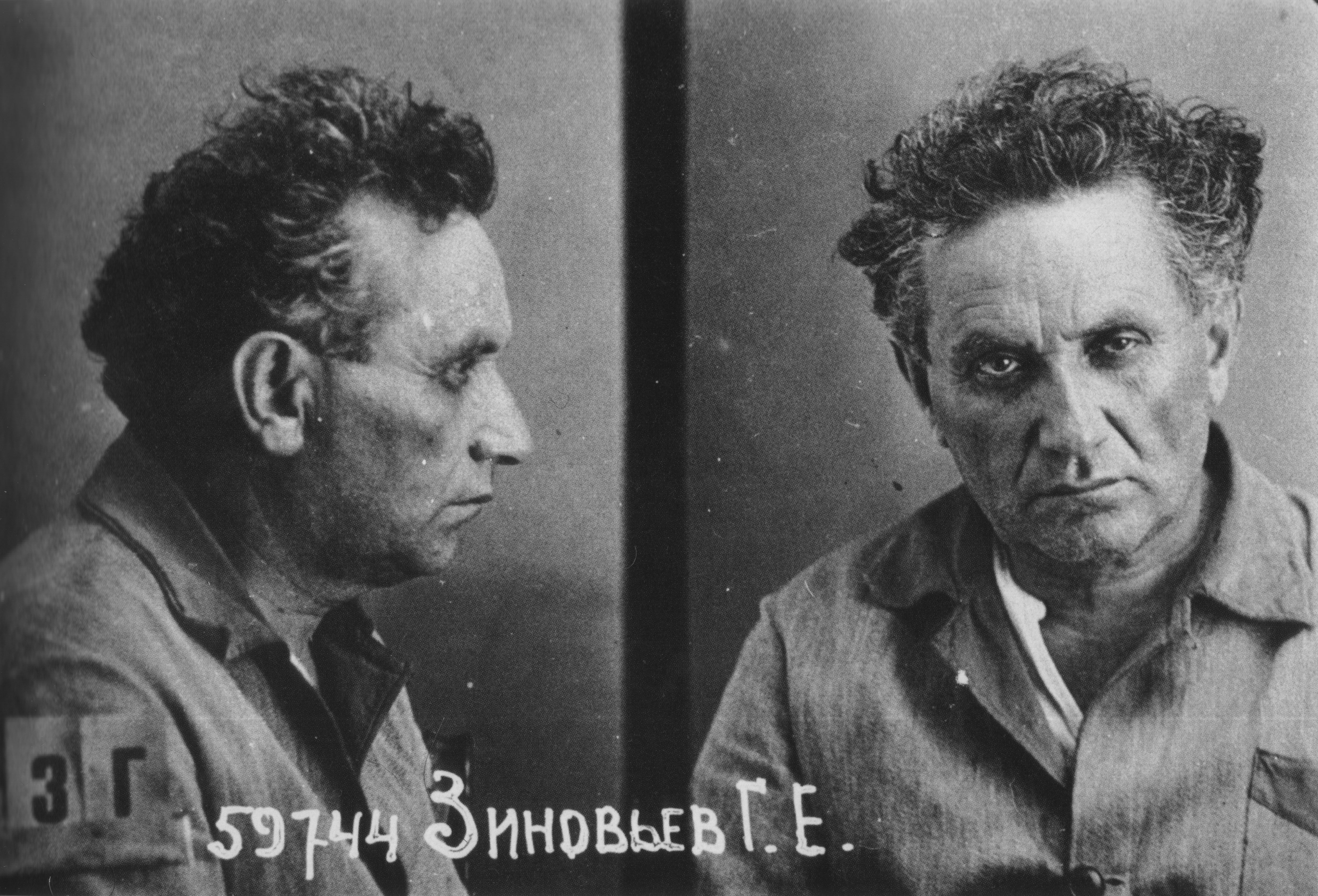
Grigorij Zinowiew po aresztowaniu przez NKWD 1936

Zatrzymany przez NKWD pod zarzutem kierowania kontrrewolucyjną organizacją terrorystyczną, w dniach 19-24 sierpnia 1936 sądzony w pokazowym pierwszym procesie moskiewskim przed Kolegium Wojskowym Sądu Najwyższego ZSRR, który w intencji organizatorów miał być zapalnikiem wielkiego terroru w ZSRR, został skazany na śmierć. Po odrzuceniu przez Prezydium Komitetu Centralnego wykonawczego prośby skazanych o ułaskawienie został stracony 25 sierpnia 1936. Ciało skremowano w krematorium na Cmentarzu Dońskim, prochy pochowano anonimowo.
Zrehabilitowany 13 czerwca 1988 postanowieniem plenum Sądu Najwyższego ZSRR.

## Upamiętnienie
W latach 1924–1934 miasto Jelizawietgrad, obecnie Kropywnycki, miejsce urodzenia Zinowjewa nosiło nazwę Zinowjewsk.